# Blerim Džemaili
Blerim Džemaili, albanische Schreibweise Blerim Xhemaili (* 12. April 1986 in Tetovo, SFR Jugoslawien) ist ein ehemaliger Schweizer Fussballspieler.

## Karriere

### Vereine
Džemaili spielte in seiner Jugend beim FC Oerlikon (jetzt FC Oerlikon/Polizei), FC Unterstrass und SC YF Juventus Zürich. Der Mittelfeldspieler begann seine Profikarriere 2003 beim FC Zürich, mit dem er in den Saisons 2005/06 und 2006/07 Schweizer Meister wurde.

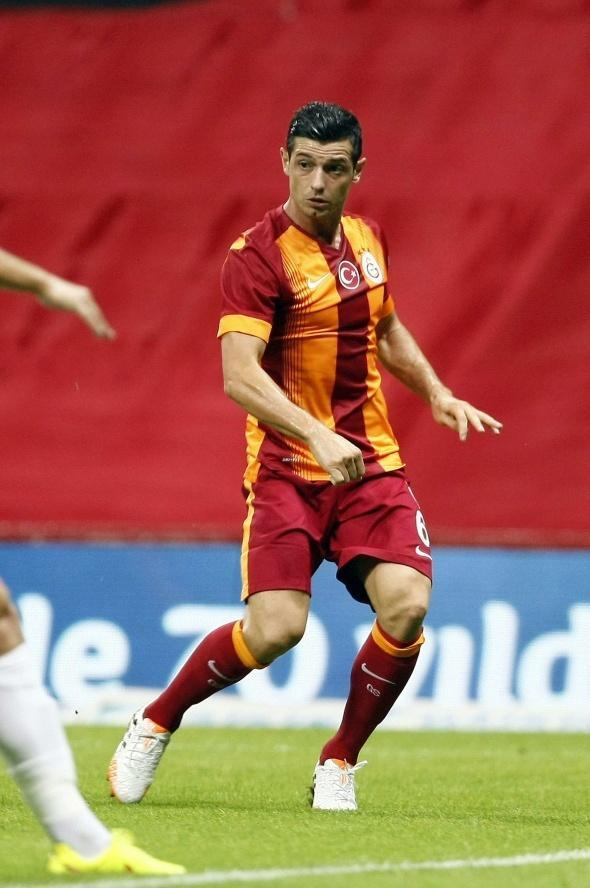
Dzemaili im Trikot von Galatasaray Istanbul

Im Februar 2007 wurde bekannt, dass Džemaili im Sommer 2007 zu den Bolton Wanderers wechselt. Am 14. April 2007 erlitt er im Training des FC Zürich einen Kreuzbandriss und fiel monatelang aus. Zur Saison 2008/09 wechselte Džemaili auf Leihbasis für ein Jahr in die italienische Serie A zum FC Turin, der 2009 seine Kaufoption zog. Die Saisons 2009/10 und 2010/11 bestritt Džemaili leihweise beim Serie-A-Aufsteiger FC Parma.
Im Sommer 2011 wechselte er zum SSC Neapel. Ab Sommer 2014 spielte er für Galatasaray Istanbul; mit dem Team wurde er 2015 türkischer Meister, Cupsieger und Supercupsieger. Ende August 2015 wurde er erneut in die Serie A ausgeliehen, diesmal an den CFC Genua.
Am 17. August 2016 wechselte der Mittelfeldspieler für 1,3 Millionen Euro zum FC Bologna.
Im Mai 2017 wechselte Džemaili per Leihe zu Montreal Impact. Im Januar 2018 kehrte er zum FC Bologna zurück.
Er wurde nach seiner Rückkehr-Saison 2021/22 Schweizer Meister mit dem FC Zürich.
Im Mai 2023 gab er seinen Rücktritt auf Ende Saison bekannt.

### Nationalmannschaft
Am 1. März 2006 bestritt Džemaili sein erstes Spiel für die Schweizer Fussballnationalmannschaft, mit der er auch zur WM 2006 nach Deutschland reiste. Seinen grössten Erfolg feierte er mit der U19, als diese bei der Europameisterschaft 2004 im eigenen Land den Halbfinal erreichte und dort gegen die Türkei erst in der Verlängerung mit 2:3 verlor.
Džemaili wurde von Trainer Ottmar Hitzfeld zur Weltmeisterschaft 2014 nach Brasilien mitgenommen. Im zweiten Spiel gegen Frankreich erzielte er dort ein Freistosstor. In der WM-Qualifikation hatte er bereits einmal getroffen. Im Achtelfinalspiel gegen Argentinien scheiterte er kurz vor Ende der Verlängerung am gegnerischen Pfosten, was den Ausgleich und ein Elfmeterschiessen verhinderte.
Bei der Fussball-Europameisterschaft 2016 in Frankreich wurde er in das Aufgebot der Schweiz aufgenommen. In allen vier Turnierpartien stand er in der Startelf. Die zweite Partie gegen Rumänien war sein 50. Länderspiel. In der Achtelfinalpartie gegen Polen wurde er nach 58 Minuten bei einem 0:1-Rückstand ausgewechselt. Das Team rettete sich noch in die Verlängerung, verlor aber das Penaltyschiessen und schied aus.
Bei der Weltmeisterschaft 2018 in Russland gehörte er zum Aufgebot der Schweiz. Er wurde in allen vier Spielen eingesetzt und erzielte dabei ein Tor. Mit der Mannschaft schied er im Achtelfinal aus.

## Erfolge
FC Zürich
- Schweizer Meister: 2006, 2007, 2022
- Schweizer Cupsieger: 2005

SSC Neapel
- Italienischer Cupsieger: 2012, 2014

Galatasaray Istanbul
- Türkischer Meister: 2015
- Türkischer Fussballcupsieger: 2015
- Türkischer Fussball-Supercupsieger: 2015, 2016

Nationalmannschaft
- Achtelfinalist bei der Fussball-Weltmeisterschaft 2006, 2014, 2018
- Achtelfinalist bei der Fussball-Europameisterschaft 2016

## Persönliches
Blerim Džemaili hat albanische Wurzeln. Seine Eltern zogen mit ihm in die Schweiz, als er vier Jahre alt war. Von 2006 bis 2010 war er mit der Benissimo-Assistentin und Vize-Miss-Schweiz des Jahres 2003 Barbara Megert zusammen.
Der 2006 erschienene Gedichtband Gelb gegen Džemaili trägt seinen Namen im Titel.